# Ubuntu (filosofía)
Ubuntu es una regla ética mundial originada en Sudáfrica, enfocada en la lealtad de las personas y las relaciones entre estas. La palabra proviene de las lenguas zulú y xhosa. Ubuntu es visto como un concepto africano tradicional.

## Significado
Hay varias traducciones posibles del término al español, las comunes son:
- Humanidad hacia otras personas
- Si todos ganan, tú ganas
- Éramos porque nosotros somos
- Una persona se hace humana a través de las otras personas
- Una persona es persona en razón de las otras personas
- Yo soy lo que soy en función de lo que todas las personas somos
- La creencia es un enlace universal de compartir que conecta a toda la humanidad
- Humildad
- Empatía
- Yo soy porque nosotros somos, y dado que somos, entonces yo soy
- Nosotros somos, por tanto soy, y dado que soy, entonces somos
- El bien común, es el bien propio

Esta última es una definición más extensa y adecuada: 

Una persona con ubuntu es abierta y está disponible para las demás, respalda a las demás, no se siente amenazada cuando otras son capaces y son buenas en algo, porque está segura de sí misma ya que sabe que pertenece a una gran totalidad, que se decrece cuando otras personas son humilladas o menospreciadas, cuando otras son torturadas u oprimidas.
Desmond Tutu. 

Se ve a Ubuntu como uno de los principios fundamentales de la nueva república de Sudáfrica y está conectado con la idea de un Renacimiento Africano. En 1990, tras 27 años de cautiverio, Nelson Mandela inicia una nueva era en Sudáfrica presidida por la filosofía ubuntu que pone en valor la capacidad de perdonar y la empatía para poder cohesionar a un grupo que antes eran individuos o clanes enfrentados por el odio o el resentimiento. Ubuntu es el concepto filosófico fundamental que le dio base a la Comisión para la verdad y la reconciliación (Sudáfrica), presidida por Desmond Tutu en el momento de la transición democrática sudafricana. La idea del reconocimiento público de los crímenes contra la humanidad en el contexto del apartheid ha facilitado un proceso único de la amnistía y la construcción de la nación. Ubuntu es, por esa razón, a menudo traducido como: "Yo soy porque nosotros somos".
También se pueden establecer paralelos y similitudes con diversos conceptos para expresar y fortalecer el vínculo interpersonal o comunitario, en particular los de otros pueblos organizados en sociedades horizontales y no en estados centrales y jerárquicos:
- Rohayhu, que se traduce del guaraní moderno como "amor" o "amistad", pero que más ampliamente es "la vida de la tribu y su voluntad de vivir, la solidaridad entre iguales[4] ".
- el Ayni, principio precolombino de los pueblos andinos (la palabra es quechua) de solidaridad económica y social entre las comunidades.

Esta idea de "humanidad" (humanity en inglés) hace que se pueda aplicar la filosofía ubuntu a otros ámbitos como el deporte o la empresa; incluso al liderazgo, porque para lograr que un grupo social se mueva siguiendo los valores de ubuntu, es imprescindible que su líder sea, también, un líder ubuntu. ".

## Origen y significado inicial
Actitud mental prevaleciente entre las personas nativas del extremo sur de África, surge del dicho popular "umuntu, ngumuntu, ngabantu", que en zulú significa "una persona es una persona a causa de las demás."